# Leptoscirtus herero
Leptoscirtus herero är en insektsart som beskrevs av Heinrich Hugo Karny 1910. Leptoscirtus herero ingår i släktet Leptoscirtus och familjen gräshoppor. Inga underarter finns listade i Catalogue of Life.